# Before There Was Rosalyn
Before There Was Rosalyn ist eine 2007 gegründete Post-Hardcore-Band aus Houston, Texas. Sie besteht aus Carlos Salazar (Gesang), Jeremy Wurtz (Gitarre, Gesang), Trend Gibson (Gitarre), Gregory Sanzo (Bass) und Mark Bolling (Schlagzeug).
Ihr Debütalbum As Far as the Moon from the Sun, welches im September 2008 unter Holdfast Records erschien, verkaufte sich unter anderem in Kanada, Frankreich, Großbritannien und in den USA. Ihr zweites Album The Führer - an Allegory of a History of Deception wurde von Victory Records produziert, ist aber lediglich in Großbritannien erwerbbar. Der Titel des Albums bezieht sich auf den Filmtitel Hitler – Aufstieg des Bösen aus dem Jahr 2003.

## Ideologie
Sänger Carlos Salazar sagte, dass das Album The Führer – an Allegory of a History of Deception für die neuere Generation entstanden sei und die Songs über Menschlichkeit handeln würden. Er verurteilt den Rassismus und ist der Meinung, dass die Moral nicht durch die Hautfarbe eines Menschen zerstört werden soll.
Sänger Carlos Salazar engagiert sich bei Charity: Water, einer Organisation, die mithilfe von Spenden frisches Trinkwasser in die Dritte Welt befördert. In einer Kritik bei Metal.de heißt es, dass es sich bei der Gruppe um eine rein christliche Band handelt. Die Musiker sehen ihre Band einen Minister, der „die Befreiung und das alleinige Heil der Menschen durch die Hinwendung zu Gott“ predigt und aussagt, dass der Mensch ohne Gott nicht überlebensfähig sei. Der Kritiker beschreibt die Musiker dennoch nicht als radikale christliche Fundamentalisten.

## Musik
Bei Before There Was Rosalyn handelt es sich um eine erklärte christliche Post-Hardcore-Band, die ihre religiösen Vorstellung in ihren Liedtexten und ihrer Musik einfließen lassen. Beim einzigen veröffentlichten Album The Führer aus dem Jahr 2009 handelt es sich um ein Konzeptalbum, welches die Themen Macht und Machtmissbrauch aufgreift, wobei sich die Gruppe an den katholischen Historiker Lord Acton und dessen Zitat, dass „mächtige Menschen fast immer schlechte Menschen“ seien.
Das lyrische Konzept wird musikalisch im Melodic Hardcore, welcher leichte Anleihen zum Metalcore, Emo und Post-Hardcore aufweist, untermauert. Gesanglich werden hauptsächlich Shouts und Klargesang angewendet, wobei der Schreigesang monoton wirkt. Das Gitarren- und Schlagzeugspiel wird als nicht anspruchslos, aber auch nicht abwechslungsreich beschrieben. Auch verwenden die Musiker über die gesamte Länge des Albums The Führer übermäßig viele Breakdowns.

## Diskografie
- 2007: Rebirth (EP, Eigenvertrieb)
- 2008: As Far as the Moon from the Sun (Mini-Album, Holdfast Records)
- 2009: The Führer - an Allegory of a History of Deception (Album, Victory Records)